# Guaymate (kommun)
Guaymate är en kommun i Dominikanska republiken.   Den ligger i provinsen La Romana, i den östra delen av landet, 110 km öster om huvudstaden Santo Domingo. Antalet invånare i kommunen är cirka 17 000.